# Puerto de Cabo Roig

Contraseña de la provincia marítima de Alicante a la que pertenece.

El Puerto Cabo Roig se sitúa en el municipio de Orihuela, en la provincia de Alicante (España). Cuenta con 207 amarres deportivos, para una eslora máxima permitida de 12 m, siendo de 2,5 a 3 m su calado en bocana.

## Instalaciones
Servicio de grúa y combustible.

## Distancias a puertos cercanos
- Real Club Náutico de Torrevieja 7 mn
- Puerto Deportivo Las Dunas 13 mn
- Puerto Deportivo Tomás Maestre 13,5 mn
- Club Náutico de Santa Pola 21 mn

- Datos: Q2895285